# گلوشکو ۶۳۵۷
سیارک ۶۳۵۷ (به انگلیسی: 6357 Glushko، نامگذاری:1976SK3) شش هزار و سیصد و پنجاه و هفتمین سیارک کشف شده‌است که در ۲۴ سپتامبر ۱۹۷۶ کشف شد.
قدر مطلق سیارک برابر ۱۲٫۲۰ است.